# Rondania rubens
Rondania rubens är en tvåvingeart som beskrevs av Herting 1969. Rondania rubens ingår i släktet Rondania och familjen parasitflugor. Inga underarter finns listade i Catalogue of Life.